# Amunicyjny

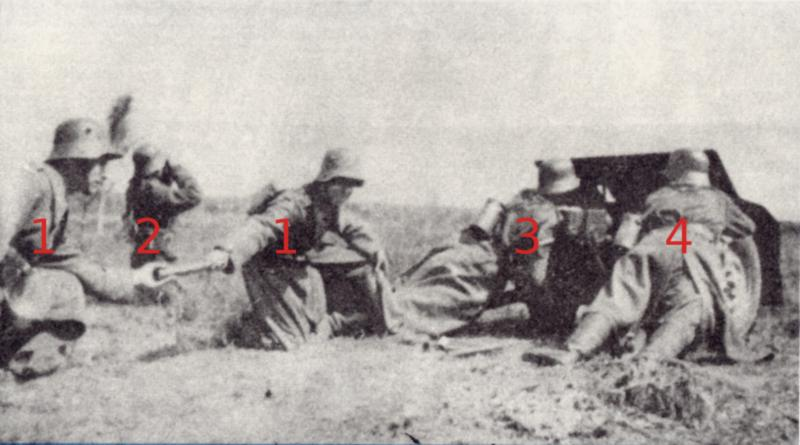
Działon armaty przeciwpancernej wz. 36
1. amunicyjni
2. działonowy (dowódca)
3. celowniczy
4. ładowniczy

Amunicyjny – żołnierz odpowiedzialny za opiekę nad amunicją do broni wymagającej obsługi przez więcej niż jedną osobę.
- W artylerii: żołnierz wchodzący w skład obsługi  pojedynczego artyleryjskiego środka walki (działonu). Do jego zadań należy: przygotowanie amunicji do strzelania (wyjmowanie nabojów ze skrzyń oraz ich ewentualne smarowanie i/lub spinanie w łódki), donoszenie i podawanie nabojów ladowniczemu. W skład obsługi jednego działa może wchodzić kilku amunicyjnych.
- W piechocie: żołnierz wchodzący w skład obsługi zespołowej broni strzeleckiej (np. karabinu maszynowego), pełniący analogiczną funkcję jak w artylerii, dodatkowo zajmujący się transportem amunicji oraz niekiedy pełniąc równolegle funkcję ładowniczego (asystując celowniczemu przy obsłudze broni).